# Záblatí (ort i Tjeckien, Södra Böhmen)
Záblatí är en ort i Tjeckien.   Den ligger i regionen Södra Böhmen, i den sydvästra delen av landet, 130 km söder om huvudstaden Prag. Záblatí ligger 597 meter över havet och antalet invånare är 360.
Terrängen runt Záblatí är huvudsakligen kuperad. Záblatí ligger nere i en dal. Runt Záblatí är det ganska glesbefolkat, med 22 invånare per kvadratkilometer. Närmaste större samhälle är Prachatice, 5,1 km öster om Záblatí. I omgivningarna runt Záblatí växer i huvudsak blandskog.